# Samuel-Heinicke-Denkmal (Leipzig)

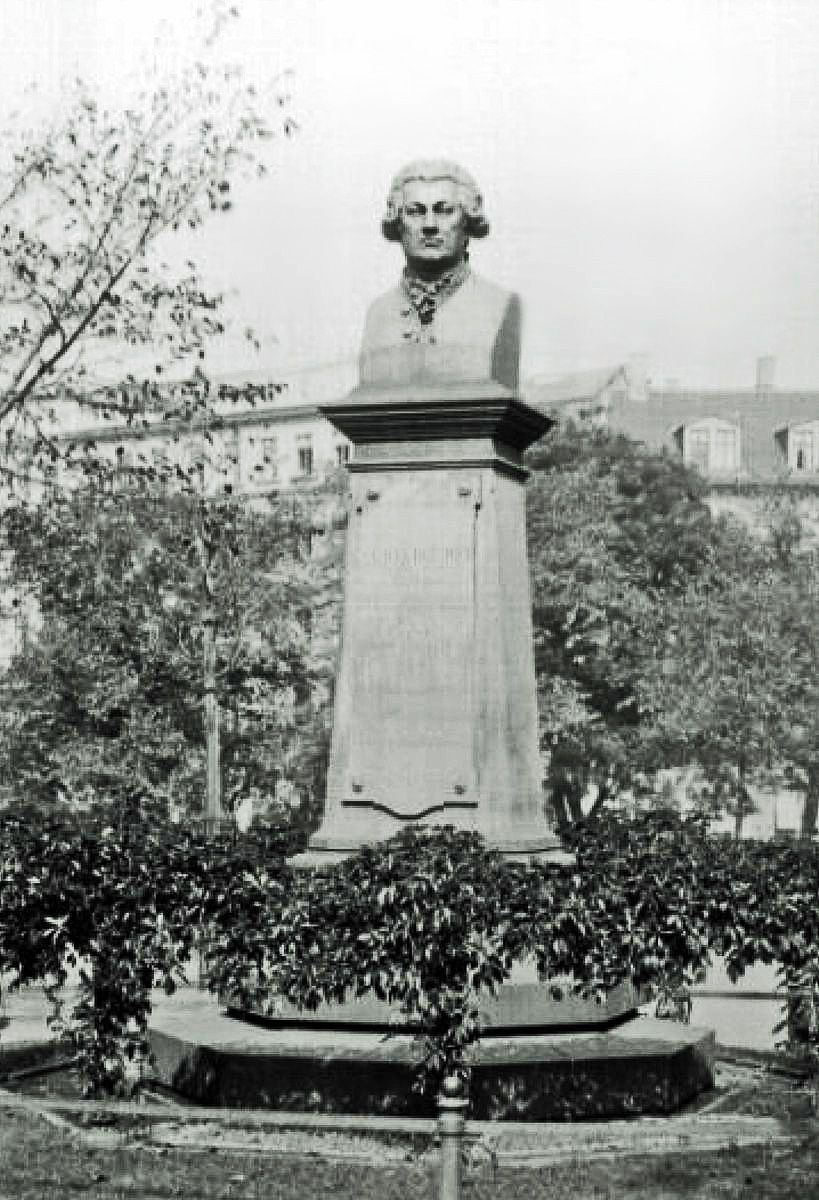
Samuel-Heinicke-Denkmal in Leipzig (1907)

Das Samuel-Heinicke-Denkmal in Leipzig  erinnerte von 1881 bis 1942 an Samuel Heinicke, den „Erfinder“ der Deutschen Methode der Gehörlosenpädagogik.

## Standort
Das Denkmal, eine auf einem zierlichen Sockel aus rotem Sandstein ruhende Bronzebüste befand sich an der Liebigstraße in der Nähe des von ihm gegründeten Taubstummeninstituts.

## Geschichte
Am 28. August 1881 fand die feierliche Enthüllung des Denkmals statt, dessen Finanzierung die Universität Leipzig übernahm. Trotz ungünstigen Wetters hatten sich zahlreiche Menschen eingefunden. Nach einer Ansprache des Taubstummenlehrers Stötzner und seinem Dank an alle, die zur Entstehung des Denkmals beigetragen hatten, übergab er das Denkmal der Stadt Leipzig. Stadtrat Panitz übernahm als Vertreter des Rates der Stadt das Denkmal, versprach in deren Namen dasselbe zu pflegen, und dankte ebenfalls allen, die bei der Errichtung des Denkmals mitgewirkt haben, das trotz seiner Bescheidenheit der Stadt zur Zierde gereichen werde. Hierauf legten die Vertreter der Lehrerkollegien an den Taubstummeninstituten Leipzig und Dresden und Vertreter der Deputationen aus Dresden und Berlin Kränze mit Widmungsschleifen am Denkmal nieder.
Im Zweiten Weltkrieg fiel es 1942 der Metallspende des deutschen Volkes zum Opfer.

## Inschrift
Das Denkmal trug die Inschrift: Samuel Heinicke, Begründer des deutschen Taubstummenunterrichtes, gewidmet von dankbaren Taubstummen und Taubstummenlehrern.